# SN 2003kc
SN 2003kc – supernowa typu Ia odkryta 21 listopada 2003 roku w galaktyce M+05-23-37. W momencie odkrycia miała maksymalną jasność 18,80m.